# Tour de France 2014 – 19. etap
19. etap kolarskiego wyścigu Tour de France 2014 odbył się 25 lipca. Start etapu miał miejsce w miejscowości Maubourguet, zaś meta w Bergerac. Etap liczył 208,5 kilometra.
Zwycięzcą etapu został litewski kolarz Ramūnas Navardauskas. Drugie miejsce zajął Niemiec John Degenkolb, a trzecie Norweg Alexander Kristoff.

## Premie
Na 19. etapie były następujące premie:
| Rodzaj | Rodzaj           | Miejscowość/ Miejsce | Kilometry (od startu) | Kilometry (do mety) |
| ------ | ---------------- | -------------------- | --------------------- | ------------------- |
|        | Lotna            | Tonneins             | 130,5 km              | 78 km               |
|        | Górska (IV kat.) | Côte de Monbazillac  | 195,5 km              | 13 km               |

### Wyniki
| Lotna – Trébons |                   |        |        |
| Miejsce         | Zawodnik          | Zespół | Punkty |
| 1.              | Martin Elmiger    | IAM    | 20     |
| 2.              | Rein Taaramäe     | COF    | 17     |
| 3.              | Arnaud Gérard     | BSE    | 15     |
| 4.              | Tom-Jelte Slagter | GRS    | 13     |
| 5.              | Cyril Gautier     | EUC    | 11     |
| 6.              | Mark Renshaw      | OPQ    | 10     |
| 7.              | Peter Sagan       | CAN    | 9      |
| 8.              | Ji Cheng          | GIA    | 8      |
| 9.              | Maciej Bodnar     | CAN    | 7      |
| 10.             | Fabio Sabatini    | CAN    | 6      |
| 11.             | Lars Bak          | LTB    | 5      |
| 12.             | Jean-Marc Marino  | CAN    | 4      |
| 13.             | Elia Viviani      | CAN    | 3      |
| 14.             | Lieuwe Westra     | AST    | 2      |
| 15.             | Dmitrij Gruzdiew  | AST    | 1      |

| Górska – Côte de Monbazillac |                   |        |        |
| Miejsce                      | Zawodnik          | Zespół | Punkty |
| 1.                           | Tom-Jelte Slagter | GRS    | 1      |

## Wyniki etapu
| Miejsce | Zawodnik             | Państwo           | Zespół                               | Czas       | Punkty |
| ------- | -------------------- | ----------------- | ------------------------------------ | ---------- | ------ |
| 1.      | Ramūnas Navardauskas | Litwa             | Garmin-Sharp                         | 4h 43' 41" | 45     |
| 2.      | John Degenkolb       | Niemcy            | Team Giant-Shimano                   | +7"        | 35     |
| 3.      | Alexander Kristoff   | Norwegia          | Team Katusha                         | +7"        | 30     |
| 4.      | Mark Renshaw         | Australia         | Omega Pharma-Quick-Step Cycling Team | +7"        | 26     |
| 5.      | Daniele Bennati      | Włochy            | Tinkoff-Saxo                         | +7"        | 22     |
| 6.      | Alessandro Petacchi  | Włochy            | Omega Pharma-Quick-Step Cycling Team | +7"        | 20     |
| 7.      | Samuel Dumoulin      | Francja           | Ag2r-La Mondiale                     | +7"        | 18     |
| 8.      | Julien Simon         | Francja           | Cofidis, Solutions Crédits           | +7"        | 16     |
| 9.      | Sep Vanmarcke        | Belgia            | Belkin Pro Cycling Team              | +7"        | 14     |
| 10.     | Jürgen Roelandts     | Belgia            | Lotto-Belisol                        | +7"        | 12     |
| 11.     | Romain Feillu        | Francja           | Bretagne-Séché Environnement         | +7"        | 10     |
| 12.     | Matteo Trentin       | Włochy            | Omega Pharma-Quick-Step Cycling Team | +7"        | 8      |
| 13.     | Jan Bakelants        | Belgia            | Omega Pharma-Quick-Step Cycling Team | +7"        | 6      |
| 14.     | Michael Mørkøv       | Dania             | Tinkoff-Saxo                         | +7"        | 4      |
| 15.     | Marco Marcato        | Włochy            | Cannondale Pro Cycling               | +7"        | 2      |
| 16.     | Giovanni Visconti    | Włochy            | Movistar Team                        | +7"        | —      |
| 17.     | Jesús Herrada        | Hiszpania         | Movistar Team                        | +7"        | —      |
| 18.     | Thibaut Pinot        | Francja           | FDJ.fr                               | +7"        | —      |
| 19.     | Arnold Jeannesson    | Francja           | FDJ.fr                               | +7"        | —      |
| 20.     | Alejandro Valverde   | Hiszpania         | Movistar Team                        | +7"        | —      |
| 21.     | Niki Terpstra        | Holandia          | Omega Pharma-Quick-Step Cycling Team | +7"        | —      |
| 22.     | Cédric Pineau        | Francja           | FDJ.fr                               | +7"        | —      |
| 23.     | Cyril Lemoine        | Francja           | Cofidis, Solutions Crédits           | +7"        | —      |
| 24.     | Vincenzo Nibali      | Włochy            | Astana Pro Team                      | +7"        | —      |
| 25.     | Tanel Kangert        | Estonia           | Astana Pro Team                      | +7"        | —      |
| 26.     | Rudy Molard          | Francja           | Cofidis, Solutions Crédits           | +7"        | —      |
| 27.     | Daniel Oss           | Włochy            | BMC Racing Team                      | +7"        | —      |
| 28.     | Geraint Thomas       | Wielka Brytania   | Team Sky                             | +7"        | —      |
| 29.     | Steven Kruijswijk    | Holandia          | Belkin Pro Cycling Team              | +7"        | —      |
| 30.     | Tejay van Garderen   | Stany Zjednoczone | BMC Racing Team                      | +7"        | —      |
|         |                      |                   |                                      |            |        |
| 88.     | Tom-Jelte Slagter    | Holandia          | Garmin-Sharp                         | +4' 20"    | —      |

## Klasyfikacje po 19. etapie

### Klasyfikacja generalna
| Miejsce | Zawodnik               | Państwo           | Zespół                       | Czas        |
| ------- | ---------------------- | ----------------- | ---------------------------- | ----------- |
|         | Vincenzo Nibali        | Włochy            | Astana Pro Team              | 85h 29' 33" |
| 2.      | Thibaut Pinot          | Francja           | FDJ.fr                       | +7' 10"     |
| 3.      | Jean-Christophe Péraud | Francja           | Ag2r-La Mondiale             | +7' 23"     |
| 4.      | Alejandro Valverde     | Hiszpania         | Movistar Team                | +7' 25"     |
| 5.      | Romain Bardet          | Francja           | Ag2r-La Mondiale             | +9' 27"     |
| 6.      | Tejay van Garderen     | Stany Zjednoczone | BMC Racing Team              | +11' 34"    |
| 7.      | Bauke Mollema          | Holandia          | Belkin Pro Cycling Team      | +13' 56"    |
| 8.      | Laurens ten Dam        | Holandia          | Belkin Pro Cycling Team      | +14' 15"    |
| 9.      | Leopold König          | Czechy            | Team NetApp-Endura           | +14' 37"    |
| 10.     | Haimar Zubeldia        | Hiszpania         | Trek Factory Racing          | +16' 25"    |
| 11.     | Pierre Rolland         | Francja           | Team Europcar                | +17' 48"    |
| 12.     | Fränk Schleck          | Luksemburg        | Trek Factory Racing          | +21' 33"    |
| 13.     | Jurgen Van den Broeck  | Belgia            | Lotto-Belisol                | +29' 58"    |
| 14.     | Jurij Trofimow         | Rosja             | Team Katusha                 | +32' 30"    |
| 15.     | Steven Kruijswijk      | Holandia          | Belkin Pro Cycling Team      | +34' 30"    |
| 16.     | Brice Feillu           | Francja           | Bretagne-Séché Environnement | +38' 36"    |
| 17.     | Chris Horner           | Stany Zjednoczone | Lampre-Merida                | +39' 28"    |
| 18.     | Mikel Nieve            | Hiszpania         | Team Sky                     | +41' 34"    |
| 19.     | John Gadret            | Francja           | Movistar Team                | +41' 41"    |
| 20.     | Tanel Kangert          | Estonia           | Astana Pro Team              | +50' 34"    |

### Klasyfikacja punktowa
| Miejsce | Zawodnik             | Państwo   | Zespół                               | Punkty   |
| ------- | -------------------- | --------- | ------------------------------------ | -------- |
|         | Peter Sagan          | Słowacja  | Cannondale Pro Cycling               | 417 pkt. |
| 2.      | Bryan Coquard        | Francja   | Team Europcar                        | 253 pkt. |
| 3.      | Alexander Kristoff   | Norwegia  | Team Katusha                         | 247 pkt. |
| 4.      | Mark Renshaw         | Australia | Omega Pharma-Quick-Step Cycling Team | 189 pkt. |
| 5.      | Marcel Kittel        | Niemcy    | Team Giant-Shimano                   | 177 pkt. |
| 6.      | Vincenzo Nibali      | Włochy    | Astana Pro Team                      | 169 pkt. |
| 7.      | Greg Van Avermaet    | Belgia    | BMC Racing Team                      | 147 pkt. |
| 8.      | André Greipel        | Niemcy    | Lotto-Belisol                        | 143 pkt. |
| 9.      | Ramūnas Navardauskas | Litwa     | Garmin-Sharp                         | 127 pkt. |
| 10.     | Samuel Dumoulin      | Francja   | Ag2r-La Mondiale                     | 117 pkt. |

### Klasyfikacja górska
| Miejsce | Zawodnik               | Państwo           | Zespół                 | Punkty   |
| ------- | ---------------------- | ----------------- | ---------------------- | -------- |
|         | Rafał Majka            | Polska            | Tinkoff-Saxo           | 181 pkt. |
| 2.      | Vincenzo Nibali        | Włochy            | Astana Pro Team        | 168 pkt. |
| 3.      | Joaquim Rodríguez      | Hiszpania         | Team Katusha           | 112 pkt. |
| 4.      | Thibaut Pinot          | Francja           | FDJ.fr                 | 89 pkt.  |
| 5.      | Jean-Christophe Péraud | Francja           | Ag2r-La Mondiale       | 85 pkt.  |
| 6.      | Alessandro De Marchi   | Włochy            | Cannondale Pro Cycling | 78 pkt.  |
| 7.      | Thomas Voeckler        | Francja           | Team Europcar          | 61 pkt.  |
| 8.      | Giovanni Visconti      | Włochy            | Movistar Team          | 54 pkt.  |
| 9.      | Alejandro Valverde     | Hiszpania         | Movistar Team          | 48 pkt.  |
| 10.     | Tejay van Garderen     | Stany Zjednoczone | BMC Racing Team        | 48 pkt.  |

### Klasyfikacja młodzieżowa
| Miejsce | Zawodnik           | Państwo           | Zespół                               | Czas        |
| ------- | ------------------ | ----------------- | ------------------------------------ | ----------- |
|         | Thibaut Pinot      | Francja           | FDJ.fr                               | 85h 36' 43" |
| 2.      | Romain Bardet      | Francja           | Ag2r-La Mondiale                     | +2' 17"     |
| 3.      | Michał Kwiatkowski | Polska            | Omega Pharma-Quick-Step Cycling Team | +1h 09' 35" |
| 4.      | Tom Dumoulin       | Holandia          | Team Giant-Shimano                   | +1h 41' 18" |
| 5.      | Ion Izagirre       | Hiszpania         | Movistar Team                        | +1h 51' 38" |
| 6.      | Rafał Majka        | Polska            | Tinkoff-Saxo                         | +2h 06' 31" |
| 7.      | Rudy Molard        | Francja           | Cofidis, Solutions Crédits           | +2h 20' 37" |
| 8.      | Ben King           | Stany Zjednoczone | Garmin-Sharp                         | +2h 30' 56" |
| 9.      | Tom-Jelte Slagter  | Holandia          | Garmin-Sharp                         | +2h 35' 38" |
| 10.     | Peter Sagan        | Słowacja          | Cannondale Pro Cycling               | +2h 41' 33" |

### Klasyfikacja drużynowa
| Miejsce | Zespół                  | Państwo           | Czas         |
| ------- | ----------------------- | ----------------- | ------------ |
|         | Ag2r-La Mondiale        | Francja           | 256h 52' 21" |
| 2.      | Belkin Pro Cycling Team | Holandia          | +28' 33"     |
| 3.      | Movistar Team           | Hiszpania         | +1h 05' 47"  |
| 4.      | BMC Racing Team         | Stany Zjednoczone | +1h 12' 25"  |
| 5.      | Team Europcar           | Francja           | +1h 27' 49"  |
| 6.      | Team Sky                | Wielka Brytania   | +1h 38' 37"  |
| 7.      | Astana Pro Team         | Kazachstan        | +1h 39' 06"  |
| 8.      | Trek Factory Racing     | Stany Zjednoczone | +2h 05' 49"  |
| 9.      | Lampre-Merida           | Włochy            | +2h 29' 02"  |
| 10.     | FDJ.fr                  | Francja           | +2h 30' 20"  |